# Carlos Noguera
 (avril 2021).
Carlos Noguera (né le 28 octobre 1943 à Tinaquillo, dans l'État de Cojedes et mort le 3 février 2015 à Caracas) est un écrivain, psychologue et spécialiste de la gestion culturelle vénézuélien. Il a remporté le prix national de littérature du Venezuela en 2004, et a été président de la maison d'édition publique Monte Ávila Editores de 2003 à 2015.

## Biographie
Il a étudié la psychologie à l'Université centrale du Venezuela (UCV), où il a été professeur de premier cycle et de deuxième cycle. En 1965, il remporte le premier prix du concours de poésie universitaire de l'UCV. Il a été membre du groupe littéraire EN HAA entre 1963 et 1971.
En 1969, il remporte un concours organisé par le journal El Nacional, pour la nouvelle Altagracia y otras cosas. Son premier roman a été publié en 1971, Historias de la calle Lincoln, un roman d'histoires interdépendantes qui se déroulent dans le quartier de Sabana Grande, à Caracas. Entre 1979 et 1980, il a vécu à Londres pour des raisons universitaires.
Parmi les différentes récompenses qu'il a reçues, on peut citer les suivantes : Prix international du roman Monte Ávila Editores (1971), Prix Bienal de Novela Guillermo Meneses, (UCV-1977), II Bienal Mariano Picón Salas (1993), Prix CONAC de Narrativa (1995)...
Son roman Juegos bajo la luna a été adapté au cinéma en 2000 par le réalisateur mexicain Mauricio Walerstein. En 2003, il est récompensé par la X Feria Internacional del Libro de Caracas. Son œuvre a été traduite en anglais, français, italien, allemand et serbe. Il a également publié des essais sur la psychologie et a été directeur de la Revista Nacional de Cultura.
En 2004, il reçoit le prix national de littérature après que l'écrivain José León Tapia l'ait refusé pour éviter que son œuvre soit liée au prosélytisme politique. Il était l'époux de la psychologue Juliana Boersner.
Il a dirigé la maison d'édition Monte Ávila Editores Latinoamericana jusqu'à sa mort et était un animateur reconnu et dévoué d'ateliers d'écriture littéraire.
Il meurt à Caracas le 3 février 2015.

## Œuvres

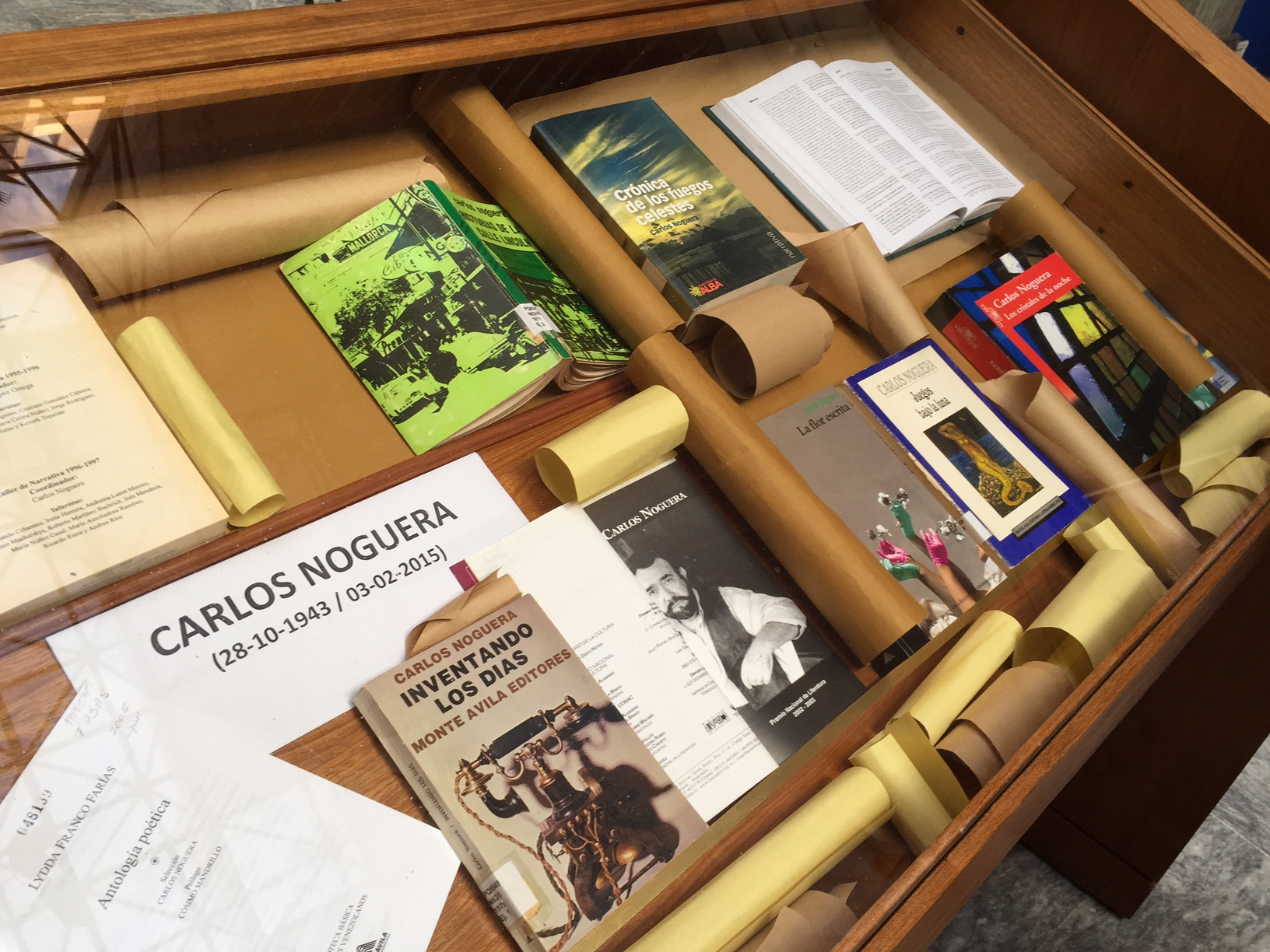
Hommage à Carlos Noguera au Centro de Estudios Latinoamericanos Rómulo Gallegos.

### Poésies
- 1965 : Laberintos
- 1967 : Eros y Pallas
- 1999 : Dos libros

### Romans
- 1971 : Historias de la calle Lincoln
- 1979 : Inventando los días
- 1994 : Juegos bajo la luna
- 2003 : La Flor escrita
- 2005 : Los Cristales de la noche
- 2010 : Crónica de los fuegos celestes

#### En tant que coauteur
- 1989 : El Adolescente caraqueño, avec Esther Escalona Palacios
- 2004 : Ya no eres una niña, ya no eres un niño, avec Juliana Boersner